# Collezione di Gaspar Roomer

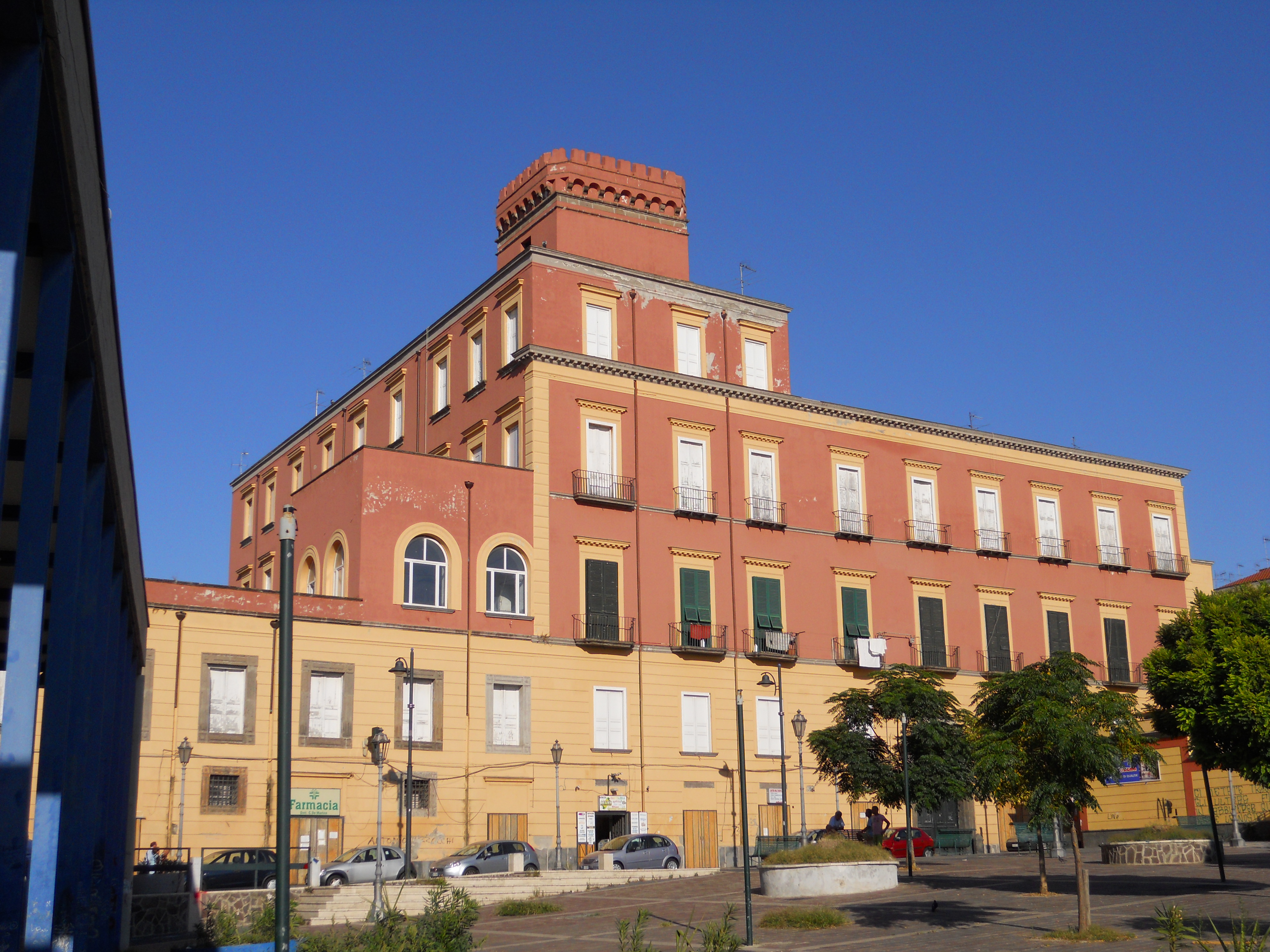
Villa Bisignano, già villa Roomer fino al Settecento, quando l'edificio fu comprato dalla famiglia Chiaramonte di Sanseverino, principi di Bisignano.

La collezione di Gaspar Roomer è stata una collezione di opere d'arte nata ed appartenuta al ricco impresario e mercante fiammingo eponimo, attivo a Napoli nel XVII secolo.
La raccolta, che nacque e si estinse nell'arco dello stesso secolo, risultava essere al tempo la più importante a Napoli per quantità e qualità delle opere. Assieme alla Collezione Filomarino, a quella d'Avalos e a quella Vandeneynden risulta essere la più importante collezione artistica della Napoli del Seicento.

## Storia

### La nascita della collezione (1630)
Gaspar Roomer (Anversa, 1595 - Napoli, 1674) era un impresario e mercante di materie prime, merci, tessuti e anche opere d'arte, di famiglia ricca proveniente da Anversa, seppur originaria della Germania, da Julich. Una volta stabilìtosi a Napoli nel 1616 trovò il successo finanziario mediante lo scambio commerciale tra il sud Europa e le Fiandre. In quel periodo erano molti i fiamminighi che trovarono fortuna a Napoli col commercio, costituendo talune volte delle vere e proprie associazioni e reti d'impresa (tra loro vi figuravano i fratelli Jan e Ferdinand Vandeneynden, Domenico de Viere, Giovanni Fourment, Giovanni Noirot, Enrico Dyck, Jacomo Van Ray, Andrea Martens ed altri).
Già a partire dagli anni venti del Seicento Roomer iniziò a tessere un'importante rete di rapporti nel mondo artistico, portando la sua collezione a raggiungere un primo apice, sia in termini quantitativi che qualitativi, già intorno al 1633 circa.

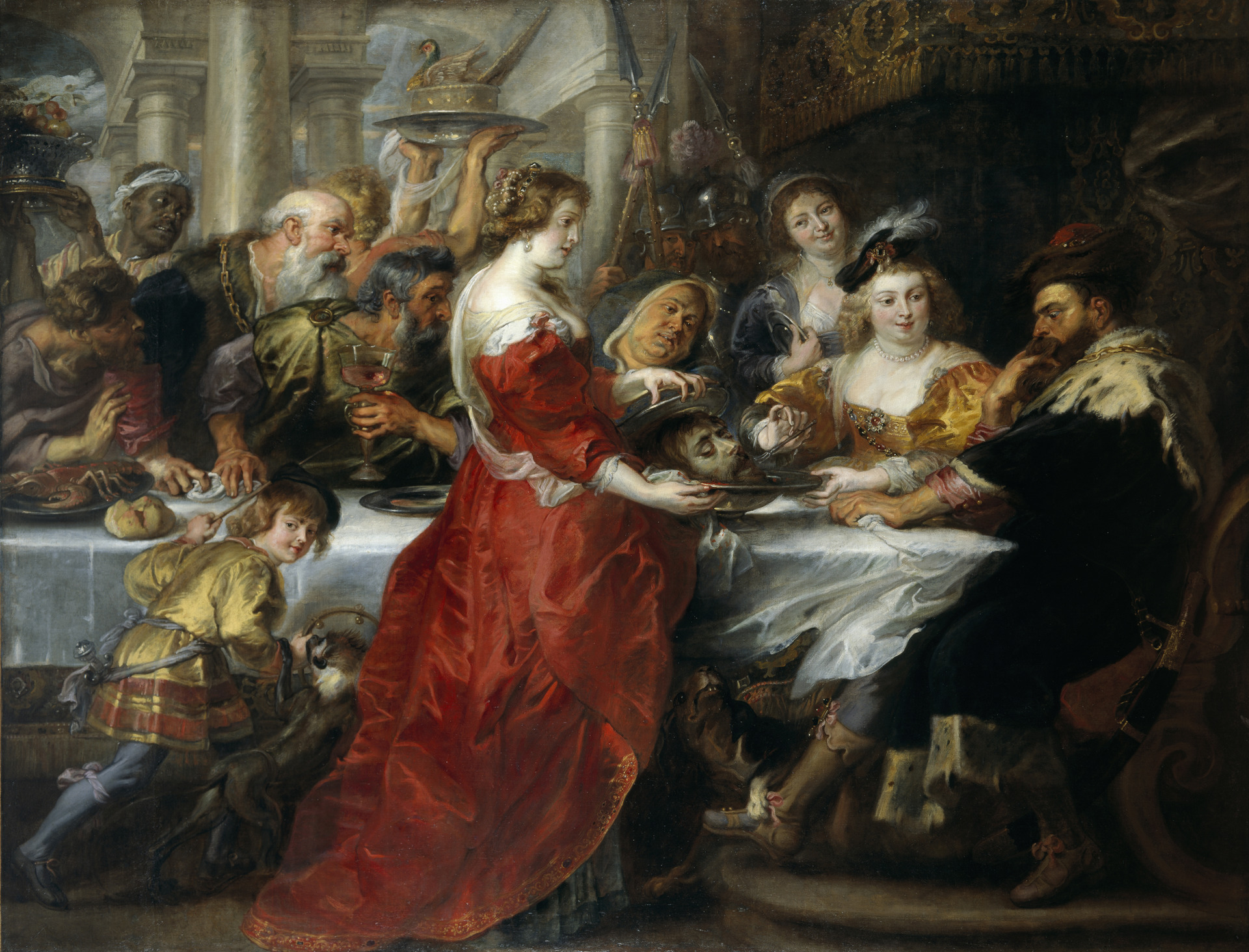
Banchetto di Erode, Peter Paul Rubens

Le prime opere della collezione vengono reperite già alla fine del 1630, anno in cui risale la commissione a Rubens del Banchetto di Erode, opera cardine della collezione che diventerà determinante per lo sviluppo della pittura a Napoli, in particolare di uno stile neo-veneziano che da lì a qualche anno avrà un impatto decisivo sull'evoluzione del barocco locale.
Nel saggio "Il Forastiero" di Giulio Cesare Capaccio (Campagna, 1550 - Napoli, 1634) del 1630 circa, una sorta di guida dei maggiori tesori artistici della città, lo scrittore racconta della collezione in villa Roomer affermando che la stessa era la più ricca e prestigiosa della città, composta da più di mille quadri di inestimabile valore. Il testo di Capaccio risulta particolarmente rilevante in quanto dal medesimo si possono individuare opere che già al 1634 circa erano presso la dimora del fiammingo, come le due tele di Van Dyck (la Susanna e i vecchioni e il Martirio di san Sebastiano), circa quaranta dipinti di Leonard Bramer, opere di Cornelis van Poelenburch, Valentin de Boulogne, Jacob Duyvelant, tre opere Carlo Saraceni (Marta che converte Maddalena, Fuga in Egitto e Mosé ritrovato nel fiume), sessanta paesaggi di Goffredo Wals e altri centosessantotto di Jacobus Mancadan, tredici dipinti di Matthias Stomer sulla Passione di Cristo, altre di Giovanni del Campo, tra cui gli Angeli che portano il cibo a Cristo, nonché un Apollo e Marsia di Jusepe de Ribera, che tuttavia non è identificabile con le due versioni oggi note del pittore (una già in collezione d'Avalos e oggi a Capodimonte e un'altra a Bruxelles, entrambe databili al 1637, quindi successive alla visita del Capaccio in casa Roomer), e neanche con quella di un suo seguace, oggi attribuita ad Antonio de Bellis (al Ringling Museum di Sarasota) poiché successiva anch'essa.

### Il sodalizio con Jan Vandeneynden (1636)
A partire dal 1636 Roomer avviò a Napoli il sodalizio con il socio connazionale e amico in affari Jan Vandeneynden, attivo Napoli, fratello Ferdinand, anch'egli mercante ma attivo esclusivamente a Roma. Entrambi a partire dal 1636 trovano fortuna nei rapporti finanziari con lo Stato spagnolo e vicereale, per i quali fornivano oltre che prestiti economici (il Roomer era finanziatore del re), anche anticipi di spese per fitti e per i pagamenti ai capitani e uomini di mare, nonché il noleggio di navi da utilizzare nelle traversate dalla Spagna all'Italia. Già in maniera del tutto autonoma le attività di Gaspar Roomer registravano, rispetto a tutte le altre dei colleghi fiamminghi di quegli anni, il maggior volume d'affari, poi quando si costituì la ditta Roomer-Vandeneynden con l'ingresso in società di Jan, gli introiti economici continuarono a moltiplicarsi, arrivando a più di sei milioni e mezzo di entrate fra il 1641 e il 1645.

### L'evoluzione della collezione con gli scambi tra Napoli e le Fiandre (1640)
Roomer, che intanto era divenuto parallelamente un vero e proprio mercante d'arte che commissionava, acquistava, vendeva e scambiava opere dall'Italia alle Fiandre e viceversa, entrò in contatto con molti pittori fiamminghi che lo aiutavano in questa attività, offrendogli consulenze e suggerimenti d'acquisto (come nel caso di tre opere paesaggiste del pittore Adriaen van der Cabel) o eseguendo quadri direttamente da lui richiesti. Tra questi vi era anche Cornelis de Wael, imparentato con la famiglia del socio Vandeneynden, il quale una volta giunto a Napoli nel 1642, entra in affari con Roomer già nel 1644, quest'ultimo che chiese al pittore l'esecuzione di diversi dipinti "copie di antichi maestri". Ancora agli anni '40 risultano invece registrati alcuni trasferimenti di opere che erano nella collezione Roomer in favore di Giovanni Andrea Lumaga a Venezia, seppur non si sa se si siano trattati di acquisti o di scambi.
Nel 1647 Roomer commissionò al pittore Aniello Falcone gli affreschi nella sua villa di Napoli, per la quale eseguì un'ampia scena di Battaglia e altre cinque sulle Storie di Mosè (la Battaglia tra Israeliti ed Amalachiti, l'Attraversamento del Mar Rosso, l'Adorazione del serpente di bronzo, il Mosè fa scaturire l'acqua dalla rupe ed il Ritrovamento di Mosè), che di fatto costituiscono l'unico ciclo di affreschi completo superstite dell'artista, a decoro della volta della libreria.
Al 1650 risale anche l'acquisto del palazzo Carafa a Barra, alle porte della città partenopea, che diverrà poi villa Roomer, la quale una volta abbellita ed ampliata ospiterà la ricca collezione di opere d'arte di Gaspar (fino a quel momento la sua dimora napoletana era a via Toledo presso il palazzo che fu dei d'Avalos, il quale venne scambiato col Carafa per la villa di Barra).

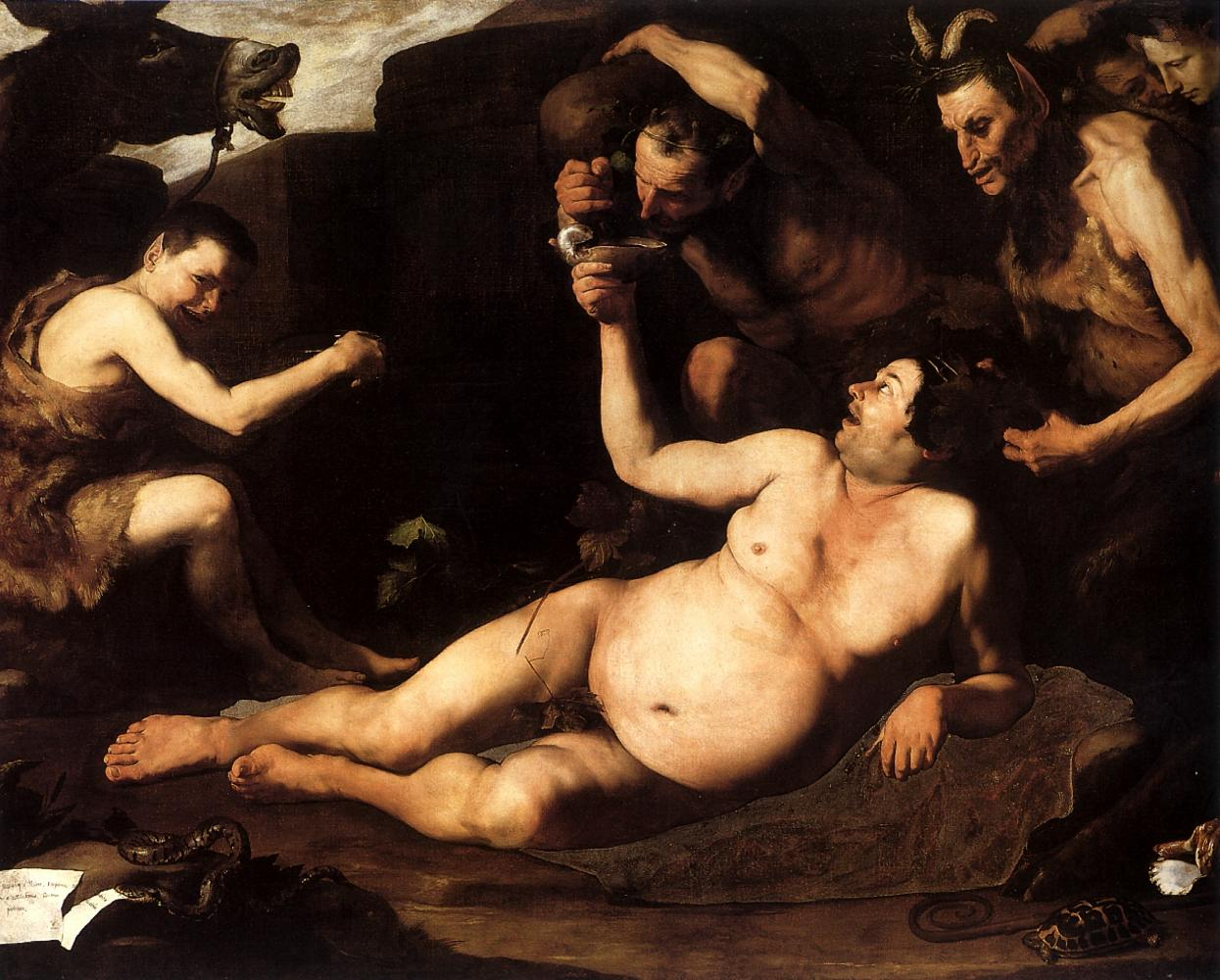
Sileno ebbro, Jusepe de Ribera

Le attività di scambio di opere d'arte messe in moto da Roomer tra l'Italia e le Fiandre continuavano intanto ad esistere, con tele che venivano acquistate o commissionate ai pittori locali (Battistello Caracciolo, Jusepe de Ribera, Aniello Falcone, di cui è emblematica la sua Maestra di scuola oggi a Capodimonte, che nel 1673 era registrata ad Anversa nella collezione del mercante fiammingo Peter Wouters, Bartolomeo Passante, Bernardo Cavallino, Mattia Preti, Giovan Battista Ruoppolo e Andrea Vaccaro) e portate in nord Europa in cambio di opere fiamminghe. Intorno al 1653 si registra l'acquisto dall'antiquario locale ed ex collaboratore di Battistello Caracciolo, Giacomo di Castro, del Sileno ebbro di Jusepe de Ribera, che diverrà uno dei capisaldi della pittura napoletana del Seicento nonché uno dei massimi capolavori del pittore spagnolo. Dallo stesso antiquario pervenne inoltre anche la Sacra famiglia di Nicolas Poussin, oggi al MET di New York.

### La morte di Gaspar Roomer e il lascito del 1674

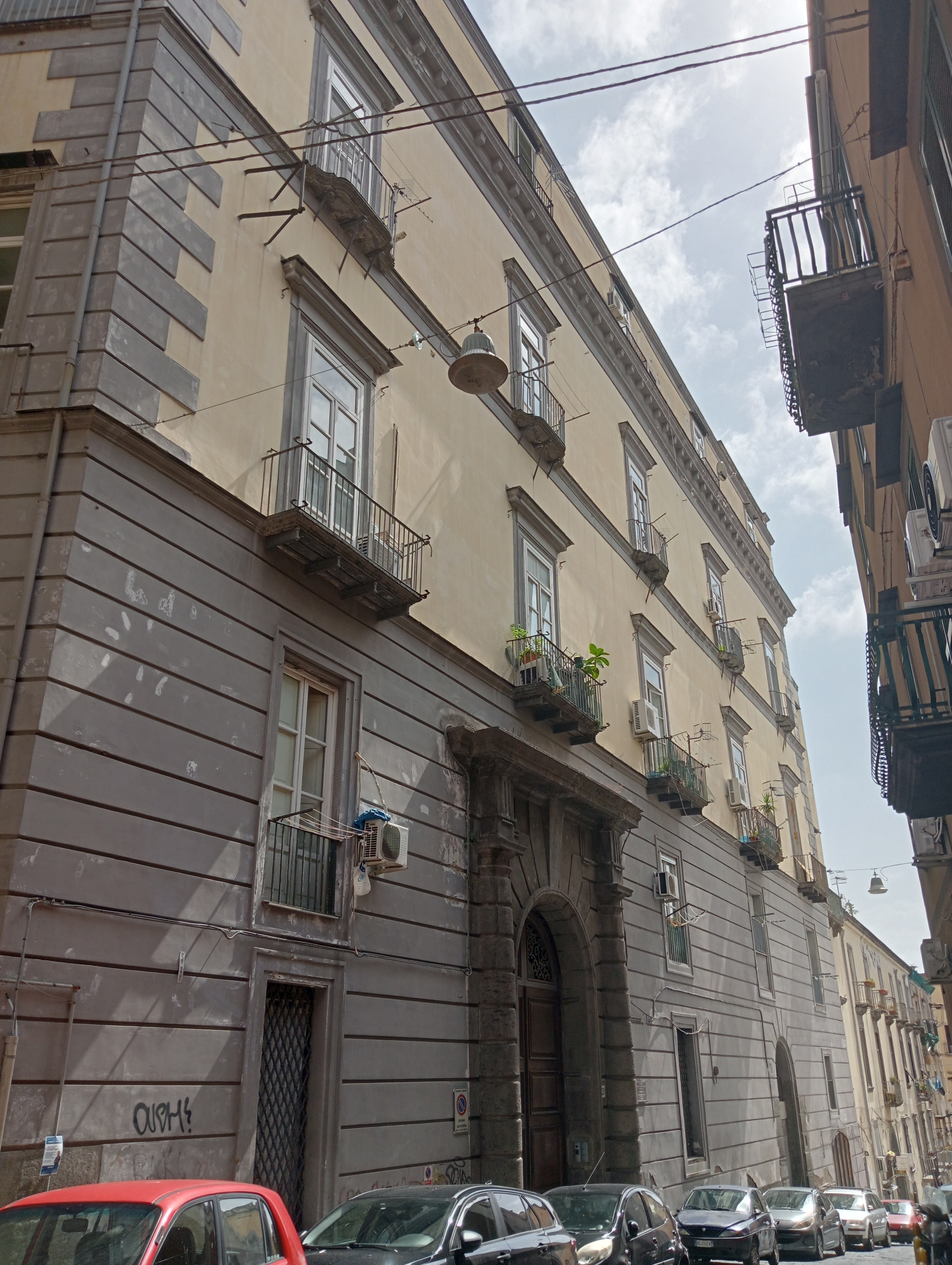
Il palazzo di Gaspar Roomer in via Stella a Napoli

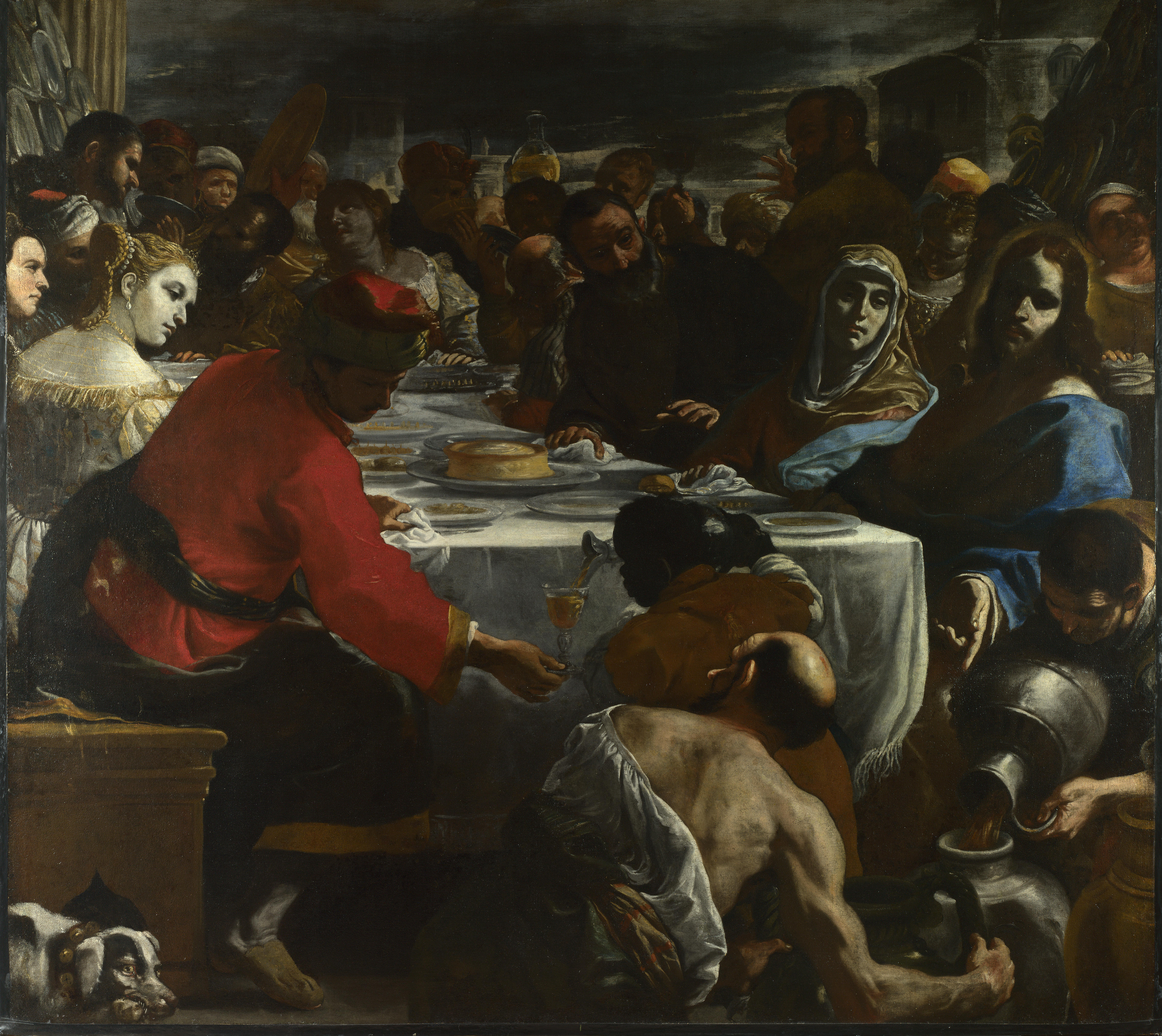
Nozze di Cana, Mattia Preti

Intorno agli anni sessanta il successo economico di Roomer si concretizza con l'acquisto del palazzo del marchese del Vasto, in via Stella a Napoli, dove spostò la sua collezione. La galleria d'arte continuò a crescere nel corso degli anni fino a raggiungere, al giorno della morte di Gaspar, nel 1674, il numero di 1.100 quadri circa.

Il pittore di Bruxelles Jan Vandeneynden (omonimo dell'amico e socio in affari) si occupò di redigere l'inventario delle opere facenti parte della collezione. Questa si componeva per lo più di maestri fiamminghi, con particolare attenzione anche a opere di matrice "laica" (tra cui 459 paesaggi, 120 nature morte, diverse opere di genere e 38 ritratti), una vera e propria novità per il periodo, in quanto le commesse erano tendenzialmente ancora per lo più legate alla tematica religiosa. Nella collezione figuravano opere di pittori quali Leonard Bramer, Giacinto Brandi, Giacomo Borgognone, Jan van Boeckhorst, Gerard van der Bos, Jan Brueghel il Vecchio, Paul Bril, Battistello Caracciolo, il Grechetto, Viviano Codazzi, Jacques Duyvelant, Aniello Falcone, Luca Giordano, Guercino, David de Haen, Pieter van Laer, Jan Miel, Cornelius van Poelenburgh, Cornelis Schut, Goffredo Wals, Bartolommeo Passante, Mattia Preti, Jusepe de Ribera, Rubens, Sacchi, Saraceni, Massimo Stanzione, Van Dyck, Simon Vouet e Pieter de Witte.

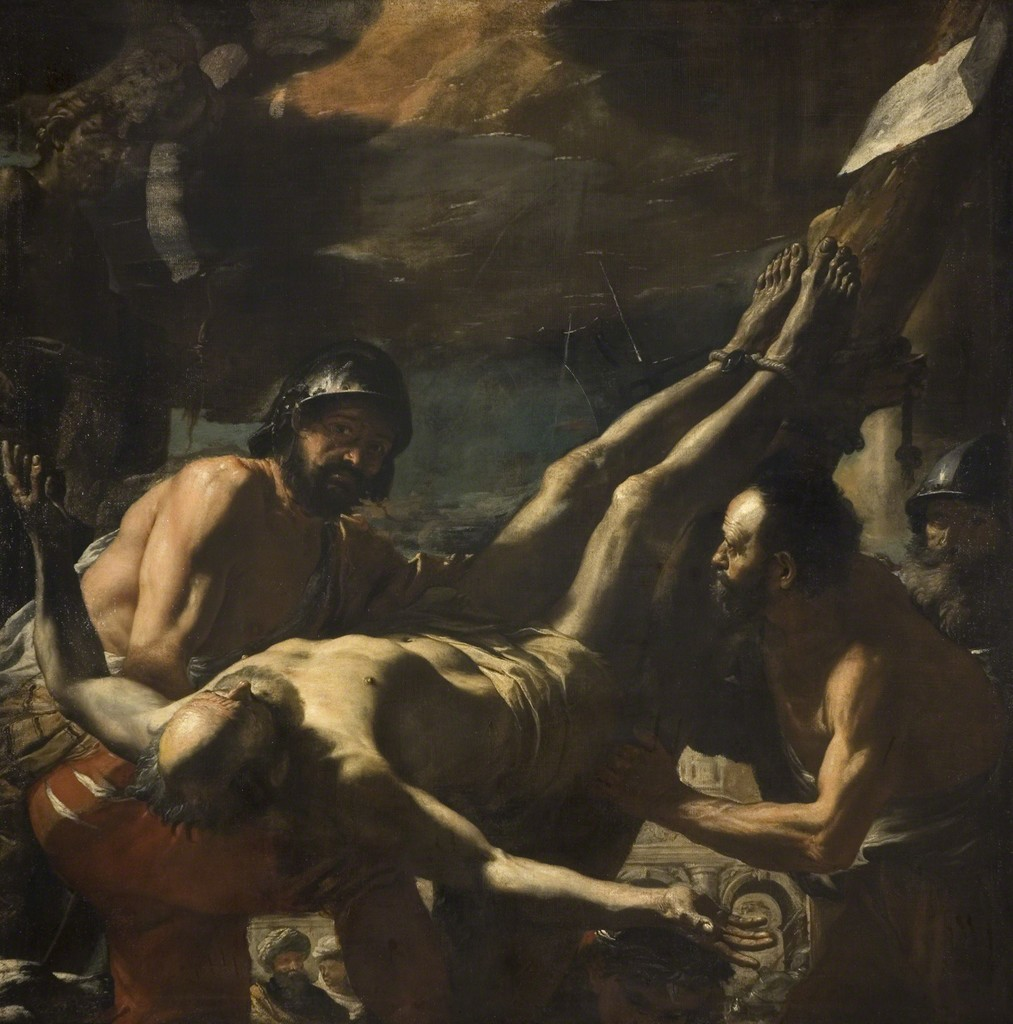
Crocifissione di san Pietro, Mattia Preti

Il testamento post-mortem redatto su volontà pregresse del Roomer previse di dividere l'eredità accumulata tra vari istituti della città, tra cui l'Ospedale degli Incurabili e il convento di Santa Maria Maddalena de' Pazzi, complesso religioso in cui l'unica figlia (morta due anni prima del padre) divenne badessa, a cui andarono il palazzo alla Stella e le opere ivi custodite (rappresentanti gran parte della collezione).

A Ferdinando Vandeneynden (figlio di Jan) andarono invece circa 20 pezzi, che si aggiunsero alle 50 tele che in precedenza gli furono già date in donazione. Seppur di entità nettamente inferiore, tra le opere lasciate alla collezione Vandeneynden vi erano capolavori assoluti della pittura barocca europea, quali il Banchetto di Erode di Peter Paul Rubens, oggi a Edimburgo, il Sileno ebbro di Jusepe de Ribera, oggi a Capodimonte, la Sacra Famiglia di Nicolas Poussin, oggi al Metropolitan di New York, ma anche il Riposo durante la fuga in Egitto di Aniello Falcone, che nello specifico fu donata da Roomer alla moglie di Ferdinando, Olinda Piccolomini, il Sacrificio di Mosè di Massimo Stanzione, le due scene di martirio di Mattia Preti, san Paolo e san Pietro, e le Nozze di Cana dello stesso autore.

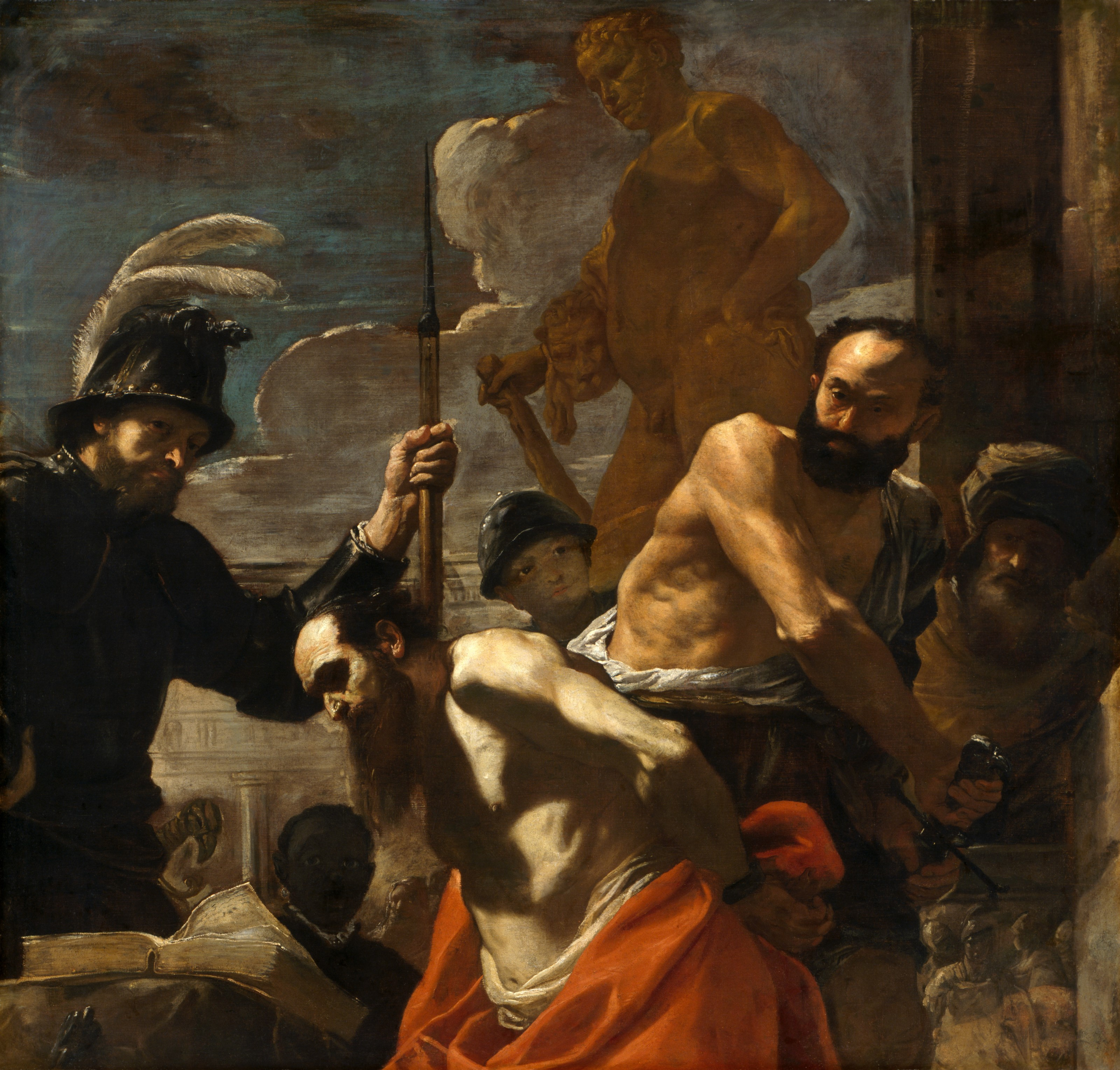
Martirio di san Paolo, Mattia Preti

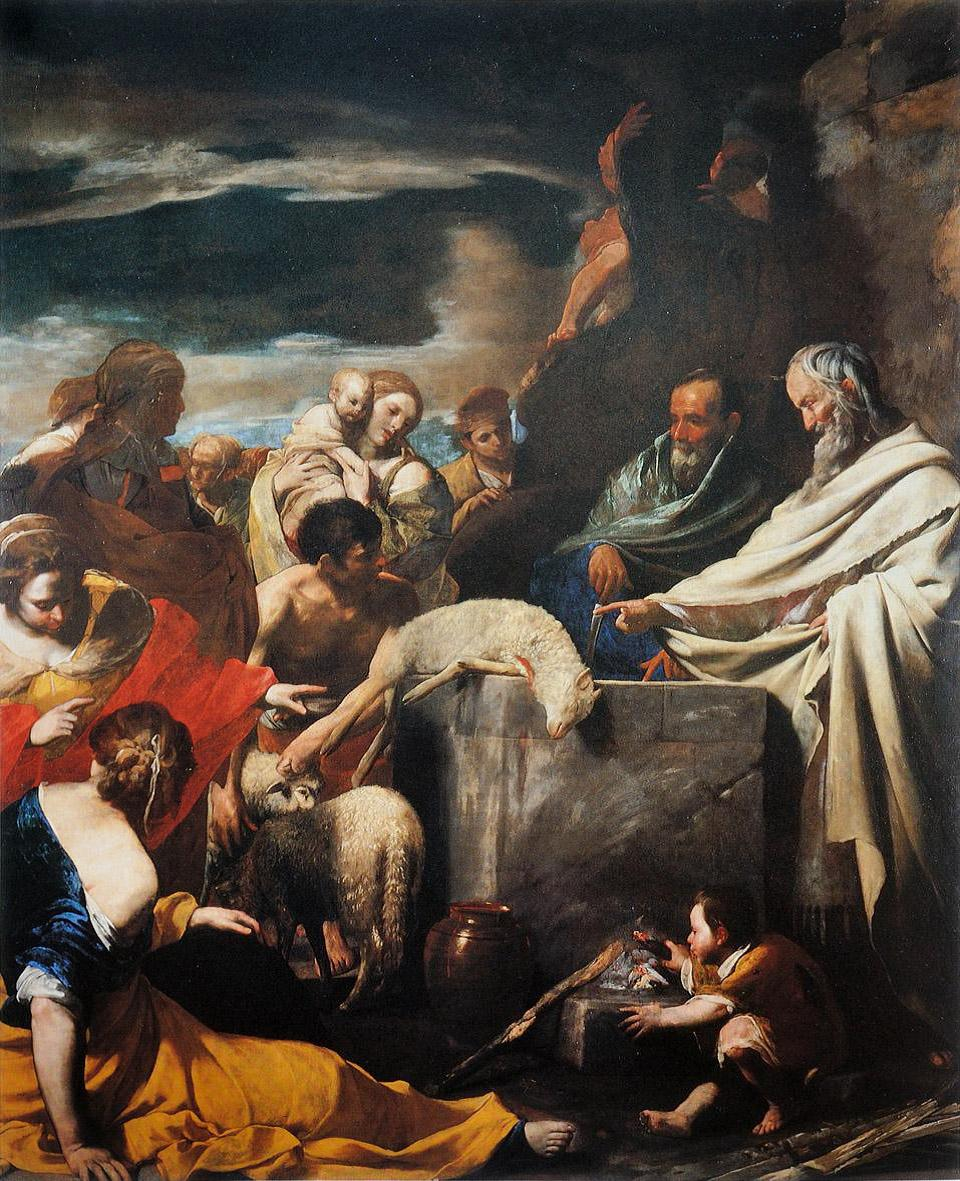
Sacrificio di Mosè, Massimo Stanzione

Nonostante il corposo lascito al convento de' Pazzi che lasciava sostanzialmente intatta l'integrità della collezione, i dipinti si dispersero da lì a breve per tutta Europa venendo alienati a svariati collezionisti, tra cui Gasparo de Haro y Guzman, VII marchese del Carpio e viceré di Napoli in carica dal 1683 al 1687, il principe di Braunschweig, Andrea del Rosso, che comperò da Firenze su mediazione di Luca Giordano quadri paesaggisti di Paul Bril, un Tributo della moneta di Mattia Preti, una Madonna col Bambino e quattro santi di Pietro da Cortona e svariate bambocciate.

## Elenco delle opere di sicura identificazione (non completo)
- Aniello Falcone, Riposo durante la fuga in Egitto, olio su tela, Museo diocesano, Napoli
- Nicolas Poussin, Sacra famiglia, olio su tela, 76,2×63,5 cm, 1627 circa, Metropolitan Museum of Art, New York
- Mattia Preti, Martirio di san Paolo, olio su tela, 179,5×187,3 cm, Museum of Fine Arts, Houston
- Mattia Preti, Crocifissione di san Pietro, olio su tela, 194,5×194,3 cm, 1656-59, Barber Institute of Fine Arts, Birmingham
- Mattia Preti, Nozze di Cana, olio su tela, 203×226 cm, 1655, National Gallery, Londra[17]
- Jusepe de Ribera, Sileno ebbro, olio su tela, 185×229 cm, 1626 circa, Museo di Capodimonte, Napoli
- Peter Paul Rubens, Banchetto di Erode, olio su tela, 208×264 cm, 1600-40, National Galleries of Scotland, Edimburgo
- Massimo Stanzione, Sacrificio di Mosè, olio su tela, 288×225 cm, 1628-30, Museo di Capodimonte, Napoli
- Antoon Van Dyck, Martirio di San Sebastiano, olio su tela, 199×158cm, 1620-30, Alte Pinakothek, Monaco di Baviera
- Antoon Van Dyck, Susanna e i vecchioni, olio su tela, 194×144cm, 1621-22, Alte Pinakothek, Monaco di Baviera